# Saint-Jean-de-Belleville
Saint-Jean-de-Belleville és un municipi francès situat al departament de la Savoia i a la regió d'Alvèrnia-Roine-Alps. L'any 2007 tenia 496 habitants.

## Demografia

### Població
El 2007 la població de fet de Saint-Jean-de-Belleville era de 496 persones. Hi havia 204 famílies de les quals 66 eren unipersonals (33 homes vivint sols i 33 dones vivint soles), 50 parelles sense fills, 84 parelles amb fills i 4 famílies monoparentals amb fills.
La població ha evolucionat segons el següent gràfic:
Habitants censats

### Habitatges
El 2007 hi havia 487 habitatges, 210 eren l'habitatge principal de la família, 264 eren segones residències i 14 estaven desocupats. 419 eren cases i 68 eren apartaments. Dels 210 habitatges principals, 155 estaven ocupats pels seus propietaris, 47 estaven llogats i ocupats pels llogaters i 8 estaven cedits a títol gratuït; 19 tenien dues cambres, 44 en tenien tres, 52 en tenien quatre i 95 en tenien cinc o més. 148 habitatges disposaven pel capbaix d'una plaça de pàrquing. A 93 habitatges hi havia un automòbil i a 93 n'hi havia dos o més.

### Piràmide de població
La piràmide de població per edats i sexe el 2009 era:
| Homes | Edats   | Dones |
| ----- | ------- | ----- |
| 0     | 95 o +  | 0     |
| 0     | 90 a 94 | 0     |
| 4     | 85 a 89 | 0     |
| 0     | 80 a 84 | 8     |
| 8     | 75 a 79 | 4     |
| 12    | 70 a 74 | 4     |
| 16    | 65 a 69 | 20    |
| 12    | 60 a 64 | 4     |
| 4     | 55 a 59 | 16    |
| 24    | 50 a 54 | 16    |
| 8     | 45 a 49 | 12    |
| 20    | 40 a 44 | 4     |
| 16    | 35 a 39 | 12    |
| 24    | 30 a 34 | 20    |
| 20    | 25 a 29 | 24    |
| 0     | 20 a 24 | 8     |
| 20    | 15 a 19 | 4     |
| 8     | 10 a 14 | 4     |
| 8     | 5 a 9   | 0     |
| 8     | 0 a 4   | 4     |

## Economia
El 2007 la població en edat de treballar era de 317 persones, 260 eren actives i 57 eren inactives. De les 260 persones actives 256 estaven ocupades (142 homes i 114 dones) i 4 estaven aturades (2 homes i 2 dones). De les 57 persones inactives 19 estaven jubilades, 22 estaven estudiant i 16 estaven classificades com a «altres inactius».

### Ingressos
El 2009 a Saint-Jean-de-Belleville hi havia 222 unitats fiscals que integraven 533 persones, la mediana anual d'ingressos fiscals per persona era de 18.982 €.

### Activitats econòmiques
Dels 42 establiments que hi havia el 2007, 2 eren d'empreses de fabricació d'altres productes industrials, 6 d'empreses de construcció, 1 d'una empresa de comerç i reparació d'automòbils, 2 d'empreses de transport, 5 d'empreses d'hostatgeria i restauració, 6 d'empreses immobiliàries, 5 d'empreses de serveis, 14 d'entitats de l'administració pública i 1 d'una empresa classificada com a «altres activitats de serveis».
Dels 9 establiments de servei als particulars que hi havia el 2009, 1 era un taller de reparació d'automòbils i de material agrícola, 2 guixaires pintors, 1 fusteria, 1 lampisteria, 2 electricistes i 2 restaurants.
L'any 2000 a Saint-Jean-de-Belleville hi havia 12 explotacions agrícoles que ocupaven un total de 273 hectàrees.

## Equipaments sanitaris i escolars
El 2009 hi havia una escola elemental.

## Poblacions més properes
El següent diagrama mostra les poblacions més properes.